# Chris Smither
Chris Smither, (Miami, 1944. november 11. –) amerikai folk- és bluesénekes, gitáros, dalszerző.

## Pályafutása
Howard E. Smither − a nagybácsija − díjnyertes zenetudós és író, William apja pedig a spanyol és mexikói kultúra professzora volt. A Smither család Ecuadorban és a texasi Rio Grande-völgyben élt, mielőtt New Orleansban telepedett le − (amikor Chris három éves volt). New Orleansban nőtt fel. Egy ideig övid ideig Párizsban élt, ahol ikertestvére, Mary Catherine francia állami iskolába járt. Smither Párizsban kapta meg első gitárját. Nem sokkal ezután a család visszatért New Orleansba, ahol apja a Tulane Egyetemen tanított.
1960-ban Smither két barátjával megnyerte a „Battle of the Bands” versenyt a New Orleans-i Saenger Színházban. Ekkor a A New Orleans-i Benjamin Franklin Gimnáziumba járt, majd a mexikóvárosi Amerikai Egyetemre. Latin-amerikai antropológiát akart tanulni. Ott játszotta el egy barátja „Blues in My Bottle” című lemezét. Egy év Mexikóban eltöltött év után visszatért New Orleansba. 
A Vanguard Records az 1963-as „Blues at Newport" című albumán keresztül fedezte fel Mississippi John Hurt és Smither zenéjét. 1964-ben New Yorkban megnézte Mississippi John Hurt koncertjét. 1965-ben tért vissza New Orleansba. Néhány ruhával és gitárjával Floridába indult, hogy találkozzon Eric von Schmidttel (Hurt mellett másik bálványával). Smither, és miután meghallgatta a játékát, azt tanácsolta neki, hogy menjen északra, és keressen helyet Massachusetts államban. Néhány héttel később megérkezett a Harvard Square 47-es klubjába, és ott találta von Schmidt-et az előadását. Von Schmidt felhívta Smithert a színpadra, hogy játsszon el három dalt.
Amíg Párizsban töltött egy évet, inkább gitározással töltötte az idejét, nem pedig órákra járt, és emiatt kirúgták az egyetemről.
Első albuma, az „I'm a Stranger Too!” 1970-ben jelent. Chris Smither azóta turnézik.
A „Love you like a man” című dalát Bonnie Raitt dolgozta fel, aki a saját dalává tette „Love me like a man" címmel. A második albumán „Give it up” jelent meg. Később a dal Raitt verzióját a The Dixie Chicks és Diana Krall dolgozta fel.

## Albumok
- 1970: I'm a Stranger Too!
- 1971: Don't It Drag On
- 1984: It Ain't Easy
- 1991: Another Way to Find You
- 1993: Happier Blue
- 1995: Up on the Lowdown
- 1997: Small Revelations
- 1999: Drive You Home Again
- 2000: Live as I'll Ever Be
- 2003: Train Home
- 2005: Honeysuckle Dog (recorded in 1973)
- 2006: Leave the Light On
- 2009: Time Stands Still
- 2011: Lost and Found
- 2012: Hundred Dollar Valentine
- 2014: Still on the Levee
- 2018: Call Me Lucky
- 2020: More From The Levee
- 2024: All About The Bones

### Live
- Stuck in Amber, Bethlehem, Pennsylvania (1985)
- Chris Smither Live at McCabe's Guitar Shop 3/14/03 (2003)

## Érdekességek
- Linda Barnes írónő számos könyve hivatkozik Chris Smitherre.
- Moshe Benarroch izraeli regényíró, Keys to Tetuan Smither „I Am The Ride” című művében dalából idézi egy sorát a regény címoldalán.